# Best-Of: Design of a Decade 2003-2013
Best-Of: Design of a Decade 2003-2013 è un album di raccolta della cantante indonesiana Anggun, pubblicato nel 2013.

## Tracce
1. Crazy – 4:18
2. Saviour – 3:58
3. Buy Me Happiness – 3:11
4. Stronger (featuring Big Ali) – 3:32
5. My Man (featuring Pras Michel) – 3:39
6. Only Love – 4:04
7. Echo (You and I) (Full English Version) – 3:03
8. Sebelum Berhenti (Seize the Moment) – 4:23
9. Lie to Me – 4:20
10. A Crime – 3:55
11. World – 3:47
12. Blind (con Schiller) – 4:50
13. Innocent Lies (con Schiller) – 4:37
14. Snow on the Sahara (2013 Exclusive Version) – 3:56
15. Crazy (Tomer G. & Roi Tochner Remix) – 4:11
16. Saviour (Teetoff's Dance Remix) – 3:50
17. Echo (You and I) (Hakimakli Radio Edit) – 3:50